# Frederick Mosteller
Frederick Mosteller est un statisticien né le 24 décembre 1916 à Clarksburg en Virginie-Occidentale et mort le 23 juillet 2006 à Falls Church dans l'État de Virginie aux États-Unis,.
En plus de sa contribution aux statistiques, il est aussi connu pour sa contribution à l'enseignement des statistiques.
Il a écrit plus de 65 livres et 350 articles de recherche et a reçu le prix Samuel Wilks de l'Association américaine de statistique en 1986 pour sa contribution au champ des statistiques.

## Biographie
Frederic Mosteller va à l'université au Carnegie Institute of Technology où il s'intéresse d'abord aux mathématiques et obtient un master en sciences en 1939,. Il s'inscrit ensuite en thèse à l'université de Princeton sous la direction de Samuel Wilks qu'il soutient en 1946,. La même année, il rejoint le département des relations sociales de l'université Harvard. Il y devient professeur de mathématiques en statistiques en 1951 et contribue à la création du département de statistiques de l'université Harvard (1957) dont il a été le premier président, de 1957 à 1969,.
Dans les années 1950, il mène des travaux d'économie expérimentale visant à tester la pertinence de la théorie de la décision en environnement risqué et conduit des expériences en confrontant les agents à des choix réels plutôt qu'à des choix hypothétiques,.
En 1963, il publie avec David Wallace une étude statistique permettant d'identifier à partir des fréquences de certains mots l'auteur des Federalist Papers. Leur étude apporte un éclairage nouveau sur une question historique mais permet aussi de mettre en avant les avantages de l'inférence bayésienne,.
Il prend sa retraite universitaire en 1987 tout en restant très actif jusqu'à sa mort en 2006.

## Vie privée
Il se marie en 1941 avec Virginia Gilroy. Ils ont deux enfants, Bill, né en 1947 et Gale, née en 1953.

## Publications
- (en) William Cochran, John Tukey et Frederic Mosteller, Statistical problems of the Kinsey Report on Sexual Behavior in the Human Male, Washington, 1954
- (en) Frederick Mosteller, David Hoaglin (dir.) et Stephen Fienberg (dir.), The Selected Papers of Frederick Mosteller, Springer-Verlag, coll. « Springer Series in Statistics », 2006, 676 p.
- (en) Frederick Mosteller, My Statistical Life, New York, Springer-Verlag, 2007
- (en) Frederick Mosteller, Stephen E. Fienberg et Robert E.K. Rourke, Beginning Statistics with Data Analysis, Dover Publications, coll. « Dover Books on Mathematics », 2013

## Prix et distinctions
- 1986 : prix Samuel Wilks de la société américaine de statistique[3],[8].